# Bystre Oko
Bystre Oko (ang. Wide-Eye, 2003–2004) – brytyjski serial animowany, który emitowany był w Polsce na kanale MiniMini od 11 lutego 2010 roku.

## Fabuła
Serial opowiada o przygodach Sówki Małe Oczko i jego najlepszego przyjaciela Pchły. Opiekunem „Chichoczącego lasu” jest tata małej sówki Bystre Oko, który służy radą i pomocą wszystkim mieszkańcom.

## Bohaterowie
- Małe Oczko – sówka, syn Bystrego Oka.
- Pchła – najlepszy przyjaciel Małego Oczka.
- Bystre Oko – tytułowy bohater serii, ojciec Małego Oczka oraz opiekun lasu.

## Wersja polska
Opracowanie wersji polskiej: na zlecenie MiniMini – Start International Polska

Reżyseria: Marek Klimczuk

Dialogi polskie: Andrzej Wójcik

Tekst piosenki: Jakub Osiński

Dźwięk i montaż: Hanna Makowska

Kierownik produkcji: Elżbieta Araszkiewicz

W wersji polskiej udział wzięli:
- Stefan Knothe – Bystre Oko
- Agnieszka Fajlhauer – Małe Oczko
- Barbara Melzer – Pchła
- Krzysztof Zakrzewski – Witold
- Dominika Sell – Wojtek
- Jan Kulczycki – pan Chichoczący
- Paweł Szczesny – 99
- Joanna Pach – Anita
- Anna Apostolakis
- Robert Tondera
- Elżbieta Kopocińska-Bednarek

i inni
Piosenka w wykonaniu: Adama Krylik i Barbary Melzer
Lektor: Tomasz Knapik

## Spis odcinków
| Premiera odcinka | N/o | Polski tytuł              | Angielski tytuł            |
| ---------------- | --- | ------------------------- | -------------------------- |
|                  |     |                           |                            |
| SERIA PIERWSZA   |     |                           |                            |
|                  |     |                           |                            |
| 11.02.2010       | 01  | Małe Oczko uczy się latać | Little Hoot Learns to Fly  |
|                  |     |                           |                            |
| 12.02.2010       | 02  | List w butelce            | Message in a Bottle        |
|                  |     |                           |                            |
| 13.02.2010       | 03  | Żaba w szklance wody      | Toad in a Teapot           |
|                  |     |                           |                            |
| 14.02.2010       | 04  | Prognoza pogody           | The Weather Machine        |
|                  |     |                           |                            |
| 15.02.2010       | 05  | Przyjęcie Anity           | Conchita’s Party           |
|                  |     |                           |                            |
| 16.02.2010       | 06  | Sowa śnieżna              | A Snowy Owl                |
|                  |     |                           |                            |
| 17.02.2010       | 07  | Polowanie na lwią paszczę | Snapdragon Monster         |
|                  |     |                           |                            |
| 18.02.2010       | 08  | Chichoczący Holender      | The Jolly Natterjack       |
|                  |     |                           |                            |
| 19.02.2010       | 09  | Sklep Włochatka           | Rangatang’s Shop           |
|                  |     |                           |                            |
| 20.02.2010       | 10  | Małe Oczko jest chory     | Spotty Little Hoot         |
|                  |     |                           |                            |
| 21.02.2010       | 11  | Zaginiony but             | 99’s Boot                  |
|                  |     |                           |                            |
| 22.02.2010       | 12  | Jaszczurzy most           | Komodo’s Crossing          |
|                  |     |                           |                            |
| 23.02.2010       | 13  | Leśne regaty              | The Forest Regatta         |
|                  |     |                           |                            |
| 24.02.2010       | 14  | Urodziny prababci         | Great Grandma’s Birthday   |
|                  |     |                           |                            |
| 25.02.2010       | 15  | Duże dziecko              | Big Baby                   |
|                  |     |                           |                            |
| 26.02.2010       | 16  | Cudowne drzewo życzeń     | Wondrous Wishing Tree      |
|                  |     |                           |                            |
| 27.02.2010       | 17  | Leśna poczta              | Hetty Hornet Gets Busy     |
|                  |     |                           |                            |
| 28.02.2010       | 18  | Pora spać                 | Time for Bed               |
|                  |     |                           |                            |
| 01.03.2010       | 19  | Księżyc świetlików        | Firefly Moon               |
|                  |     |                           |                            |
| 02.03.2010       | 20  | Chichoczący zespół        | The Natterjack Band        |
|                  |     |                           |                            |
| 03.03.2010       | 21  | Jaskinia Gacki            | Batwing’s Cave             |
|                  |     |                           |                            |
| 04.03.2010       | 22  | Lot na księżyc            | Zoom to the Moon           |
|                  |     |                           |                            |
| 05.03.2010       | 23  | Niezwykły klub            | The Special Club           |
|                  |     |                           |                            |
| 06.03.2010       | 24  | Zimowa niespodzianka      | A Winter Surprise          |
|                  |     |                           |                            |
| 07.03.2010       | 25  | Leśny jarmark             | The Natterjack Forest Fair |
|                  |     |                           |                            |
| 08.03.2010       | 26  | Wielki sen                | The Big Sleep              |
|                  |     |                           |                            |